# Baiser de Judas

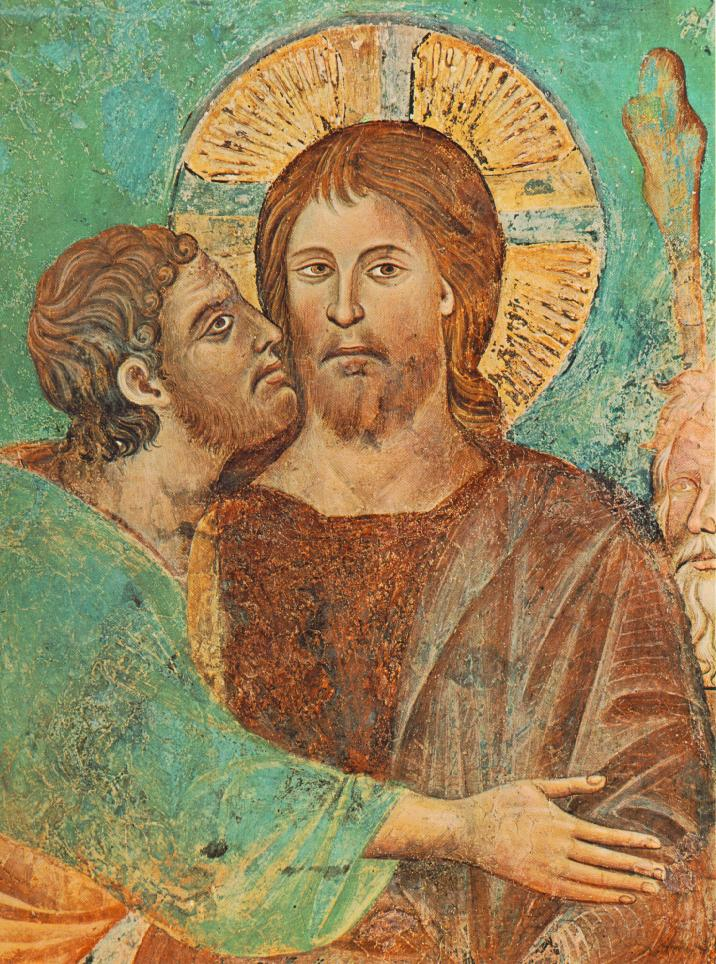
Le baiser de Judas à Jésus. Maestro della Cattura, fin
Église supérieure de la basilique Saint-François d'Assise

Dans le Nouveau Testament, le baiser de Judas - également connu sous l'expression Trahison du Christ - est celui que l'apôtre Judas Iscariote donne à Jésus afin de désigner aux soldats romains l'homme à arrêter, signant selon les interprétations sa trahison. 
Ce thème est traité par de nombreux peintres et sculpteurs. 
Par extension, l'expression « baiser de Judas » désigne l'approche apparemment amicale d'un individu, mais qui signale l'engagement ou la reprise d'hostilités voire le caractère caché, sournois et hypocrite de sa traitrise.

## Présentation
Selon les évangiles synoptiques, le baiser de Judas est l'acte par lequel Judas identifie Jésus aux gardes armés du Sanhedrin venus pour l'arrêter au milieu de ses disciples, devant les Anciens et les notables du peuple. Ce baiser donné dans le jardin d'oliviers de Gethsémani situé à l'est de Jérusalem, après la dernière Cène, conduit directement à l'arrestation de Jésus par la police sanhédrine. Ce moment peut être considéré comme l'acte premier de la Passion du Christ.
Judas est l'un des douze apôtres choisis par Jésus, et leur trésorier. Alors que la plupart des apôtres sont originaires de Galilée, Judas vient de Judée, à l'époque province romaine. Selon les textes, en échange de trente deniers d'argent, Judas propose d'amener les soldats là où se trouve Jésus et de le leur désigner en l'embrassant, ce qu'il fait effectivement. Après la Crucifixion de Jésus (conséquence de son baiser), Judas possiblement pris de remords jette l'argent et se pend.

## Évangiles synoptiques
| Evangile de Matthieu , chapitre 26 | Evangile de Marc , chapitre 14 | Evangile de Luc , chapitre 22 |
| --- | --- | --- |
| 47 Il parlait encore quand arriva Judas, l’un des Douze, avec toute une troupe armée d’épées et de bâtons, envoyée par les grands prêtres et les anciens du peuple. 48 Celui qui le livrait leur avait donné un signe : « Celui à qui je donnerai un baiser, avait-il dit, c’est lui, arrêtez-le ! » 49 Aussitôt il s’avança vers Jésus et dit : « Salut, rabbi ! » Et il lui donna un baiser. 50 Jésus lui dit : « Mon ami, fais ta besogne ! ». S’avançant alors, ils mirent la main sur Jésus et l’arrêtèrent. | 43 Au même instant, comme il parlait encore, survient Judas, l’un des Douze, avec une troupe armée d’épées et de bâtons qui venait de la part des grands prêtres, des scribes et des anciens. 44 Celui qui le livrait avait convenu avec eux d’un signal : « Celui à qui je donnerai un baiser, avait-il dit, c’est lui ! Arrêtez-le et emmenez-le sous bonne garde. » 45 Sitôt arrivé, il s’avance vers lui et lui dit : « Rabbi. » Et il lui donna un baiser. 46 Les autres mirent la main sur lui et l’arrêtèrent. | 47 Il parlait encore quand survint une troupe. Celui qu’on appelait Judas, un des Douze, marchait à sa tête ; il s’approcha de Jésus pour l'embrasser. 48 Alors Jésus lui dit « Judas, c’est par un baiser que tu livres le Fils de l’homme ! » |

## Commentaires

### Terminologie
Les Évangiles selon Marc (14:43-45) et selon Matthieu (26:47-50) utilisent tous deux le verbe grec καταφιλέω (kataphileó), qui signifie « embrasser tendrement, intensément, fermement ou à plusieurs reprises, caresser... » distinct de φιλεῖν (philein) qui indique un « baiser amoureux ». C'est le même baiser qu'Actes 20:37, Luc 7:38 et 45, et 15:20 utilisent pour des moments d'émotion dans l'Evangile (l'adieu de Paul de Tarse aux anciens d'Ephèse, l'onction de Jésus ou la rencontre du Fils prodigue avec son père). Le verbe composé (κατα-) « a la force d'un salut emphatique et ostentatoire ». Le théologien luthérien Johann Albrecht Bengel suggère que Judas embrasse Jésus à plusieurs reprises et le fait « comme par bienveillance ». 
Chez Marc, le verbe καταφιλέω du v. 45, qui est un hapax dans cet évangile, est probablement une forme intensive du verbe φιλέω employé au v. 44. Quant au mot σύσσημον (sussêmon, « signe convenu »), chez Marc, il n'apparaît nulle part ailleurs dans le Nouveau Testament.

### Évangile selon Marc
Le plus ancien des quatre évangiles canoniques, celui de Marc, rédigé vers l'année 70, présente la première version connue du baiser de Judas (Mc 14:44-45) : « Or celui qui le livre leur avait donné un signal convenu, disant : « Celui à qui je donnerai un baiser, c'est lui : saisissez-le et emmenez-le sous bonne garde. » Et étant venu, s'étant aussitôt approché, il lui dit : Rabbi et lui donna un baiser. » Camille Focant relève que la narration souligne le fait que la trahison vient de l'un des Douze : l'origine du drame se trouve en partie « dans ce groupe des gens les plus proches de Jésus ». Mais, peut-on remarquer, un signal plus neutre, par exemple un signe de la main, aurait aussi bien convenu. Le récit entend donc mettre en évidence ce que cette trahison peut avoir d'odieux, rejoignant en cela une tradition vétérotestamentaire : celle des baisers mortels, par exemple Joab embrassant Amasa tout en en le poignardant (2 S 20:9-10). Dans l'évangile selon Marc, Judas cède ensuite la place aux gardes armés et disparaît  définitivement de la narration.

### Évangile selon Matthieu
L'insistance de Marc sur le baiser et sur l'appartenance de Judas au groupe des Douze est reprise par l'évangile matthéen, où Judas est simplement désigné comme « l'un des Douze » lors de son arrivée au v. 47. Lorsqu'il salue Jésus en l'appelant « Rabbi », Judas utilise le même mot qu'au v. 25, lors de l'annonce de la trahison, alors que les autres disciples employaient le mot « Seigneur » : il semble considérer Jésus comme un simple « rabbi » qu'il livre à d'autres « rabbis », et non pas comme le Seigneur.
Selon Matthieu 26:50, Jésus dit à Judas : « Ami, fais ce que tu es ici pour faire », alors que Luc 22:48 cite Jésus disant « Judas, trahis-tu le Fils de l'homme par un baiser ? »,.

### Évangile selon Luc
À propos de la version de Luc (22:47-48), où Jésus voit venir Judas et l'arrête pour lui demander « Judas, trahis-tu le Fils de l'homme par un baiser ? », Geza Vermes remarque que le mot araméen barnasha (« Fils de l'Homme ») signifiant « cette personne » est utilisé dans la littérature rabbinique comme une manière humble et modeste de se référer à soi-même, au locuteur ; c'est aussi l'avis d'autres chercheurs ; cela fait notamment que Jésus ne peut être identifié au « Fils de l'homme » avec un statut divin ou messianique, présent dans le Livre de Daniel,.

### Autres interprétations
Le récit de la « trahison de Judas » serait pour une grande part une réécriture de plusieurs épisodes de la Bible hébraïque, selon Paul Verhoeven qui prend appui sur les études des théologiens Thomas Francis Glasson et L. Paul Trudinger,..
Les références aux théologiens anglo-saxons sont les suivantes : dont il conclut que les prétendus « faits » sont « dénués de valeur historique », et que les « évangélistes ne possèdent pratiquement aucune information sur ce qui s'est réellement passé ce soir-là », quand Jésus a été arrêté.
Ni l'Évangile selon Jean (rédigé vers 95-110) ni les écrits de Paul de Tarse (vers 55) ne rapportent la scène du baiser - Paul n'évoquant même pas Judas.
L'Évangile de Judas, texte apocryphe, donne une version gnostique de l'histoire selon laquelle c'est Jésus qui demande à Judas de le dénoncer aux Romains afin que son sacrifice puisse avoir lieu. Cela conduit à penser que Jésus et Judas sont liés par la complicité et une amitié proche, et se sont précédemment mis d'accord pour que ce baiser désigne Jésus à la foule venue l'arrêter,,

## Postérité
Dans le christianisme, la trahison de Jésus par Judas est commémorée le mercredi saint de la Semaine sainte précédent Pâques. 

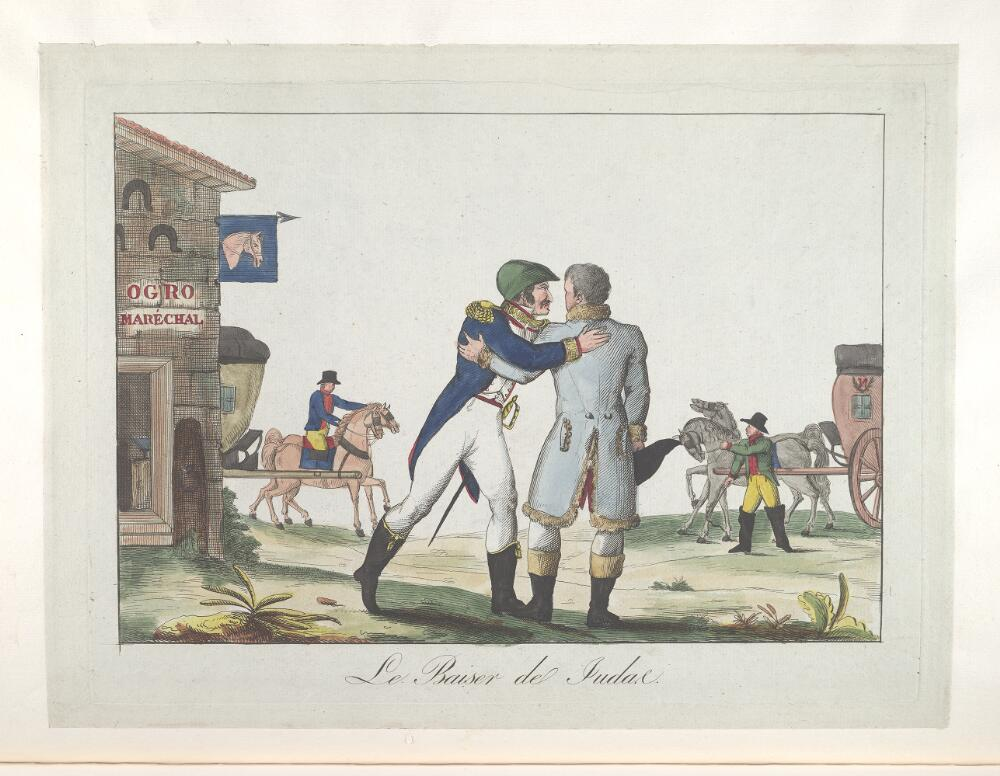
Le baiser de Judas, dessin satirique français (1814)

Dans la langue courante, un « baiser de Judas » désigne un baiser hypocrite, un geste d'affection cachant une intention sournoise, soit une traîtrise, une félonie, un signe de trahison ou toute trahison faite de façon sournoise. Aussi, le nom de Judas est-il devenu synonyme de traître.
Dans le premier numéro de Der Stürmer en avril 1923, Julius Streicher décrivait une prétendue intrigue des Juifs contre lui, « voleurs et  criminels » avides de « boire leur salaire de Judas ».
Le professeur émérite en Sciences du langage Alain Rabatel préfère à « traître » la traduction plus conforme au texte de « donneur », celui de l’agent du don (celui par qui le Fils de l’Homme est livré) : « Cette traduction, conforme à l’original, est à tous égards fondamentale, tant l’interprétation dominante de la trahison de Judas a alimenté un antisémitisme religieux à l’égard du peuple déicide »,, non conforme aux textes. Ainsi, propose-t-il concrètement « qu’on se garde très consciemment à l’avenir de parler du « traître » Judas, ou que là où ils paraissent inévitables, on mette au moins les mots « traître », « trahir », « trahison » entre guillemets, et que dans la mesure du possible on explique dans une note que ces mots ne saisissent pas la réalité historique mais expriment seulement une interprétation douteuse d’auteurs du christianisme primitif ».

## Dans les arts

### Liturgie
Dans la Divine Liturgie de Jean Chrysostome, l'Église grecque orthodoxe  utilise le tropaire de la Cène, dans lequel l'hymne jure à Jésus qu'il ne t'embrassera pas comme l'a fait Judas (« Je ne te donnerai pas de baiser, pour Judas... »).

### Iconographie
Dans les arts picturaux, la scène est presque toujours incluse, soit comme le Baiser lui-même, soit le moment d'après l'Arrestation de Jésus, ou les deux combinés, afin de mieux décrire la scène et ses conséquences dans une séquence narrative du cycle de la Passion de Jésus. Dans certains cycles byzantins, c'est la seule scène avant la Crucifixion.
Bien que Judas soit représenté dans des œuvres d'art embrassant Jésus sur le visage, la tradition juive est d'embrasser les maîtres sur la main ou un pan du vêtement,,.

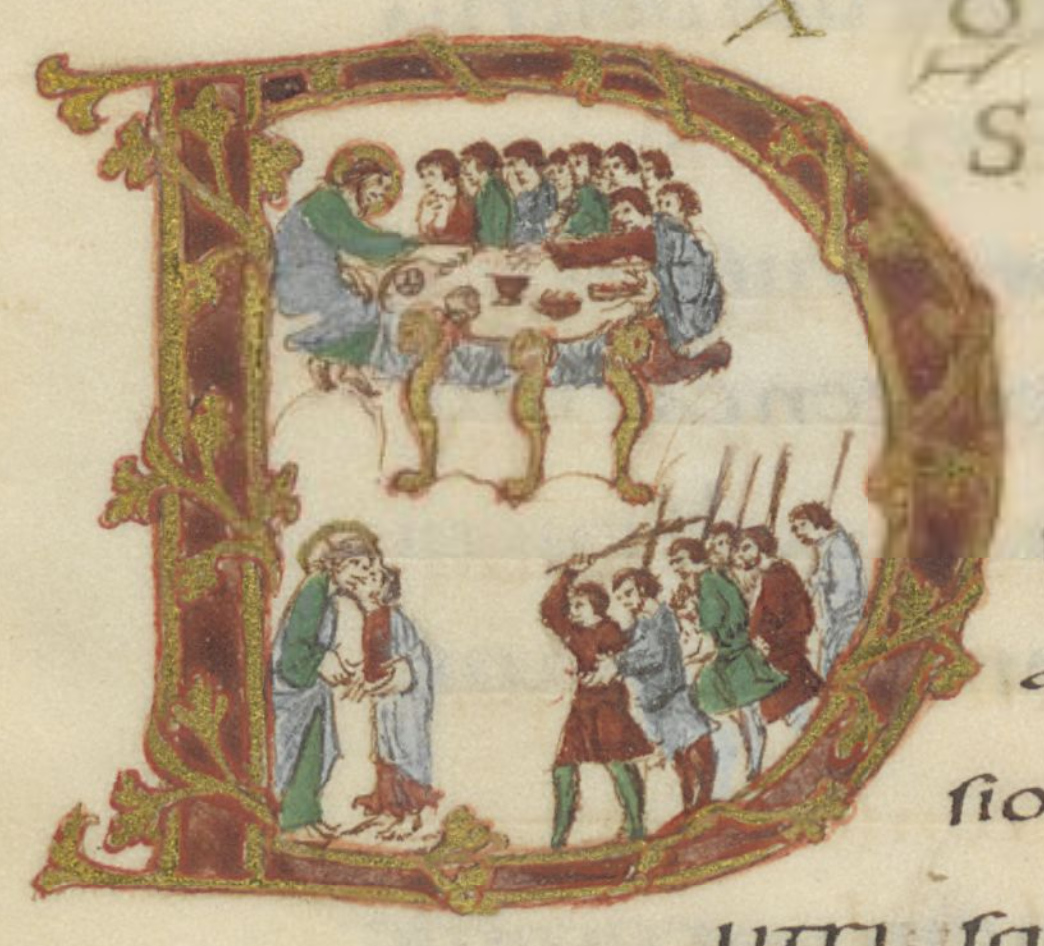
Sacramentaire de Drogon (IXe)
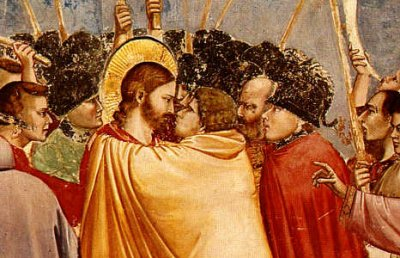
Giotto (détail) (1304-1306)
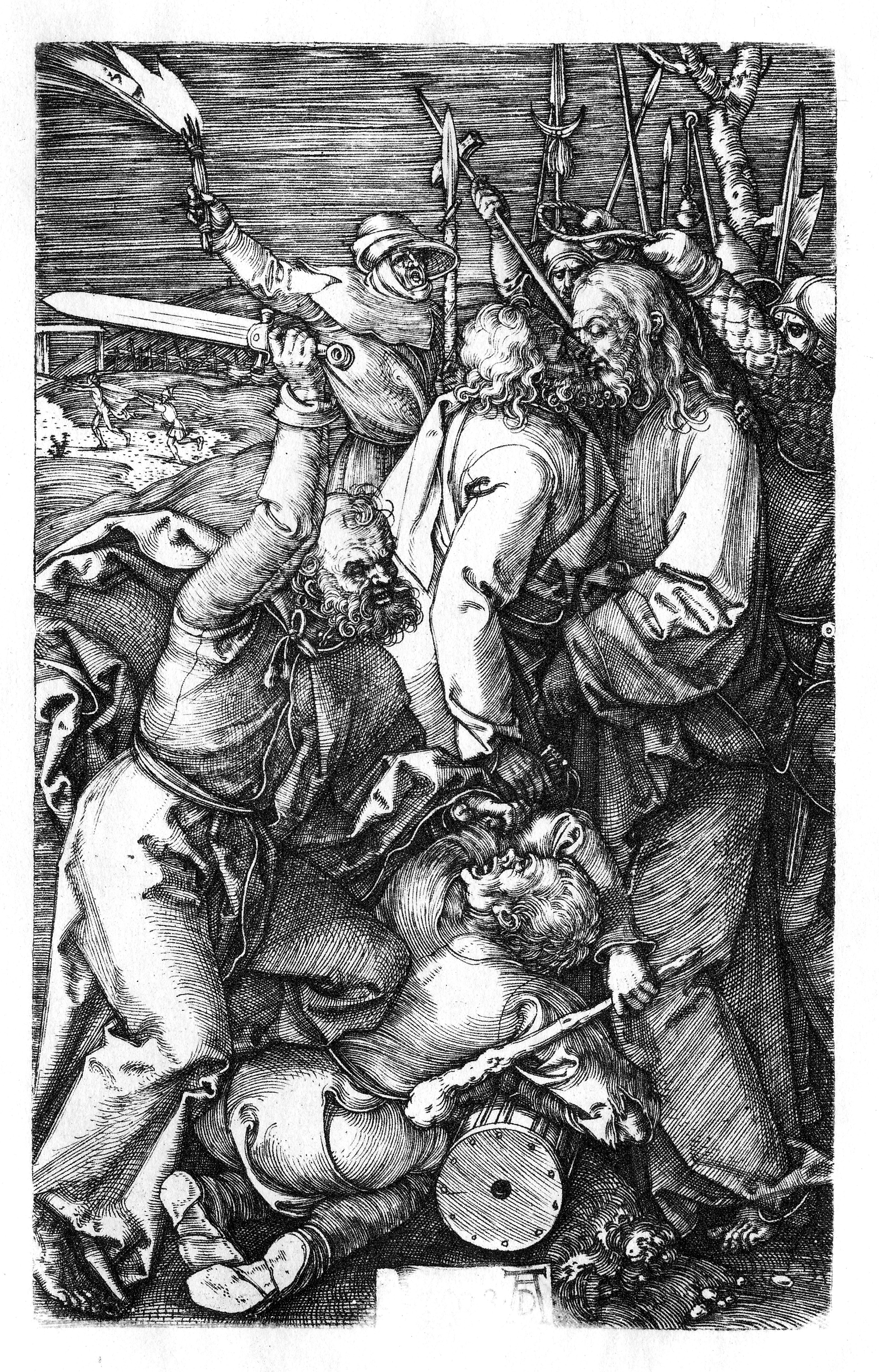
Dürer (1512)
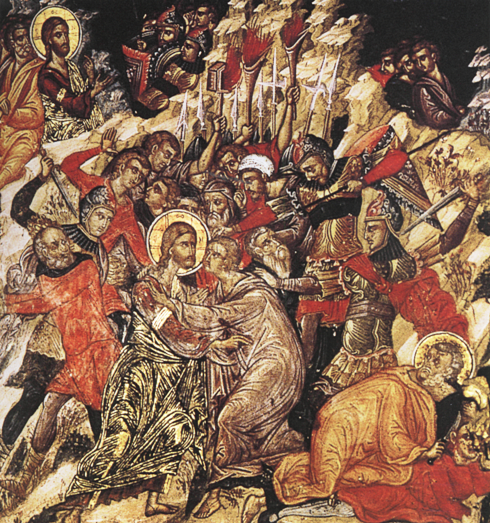
Frango Catellano (XVIe)
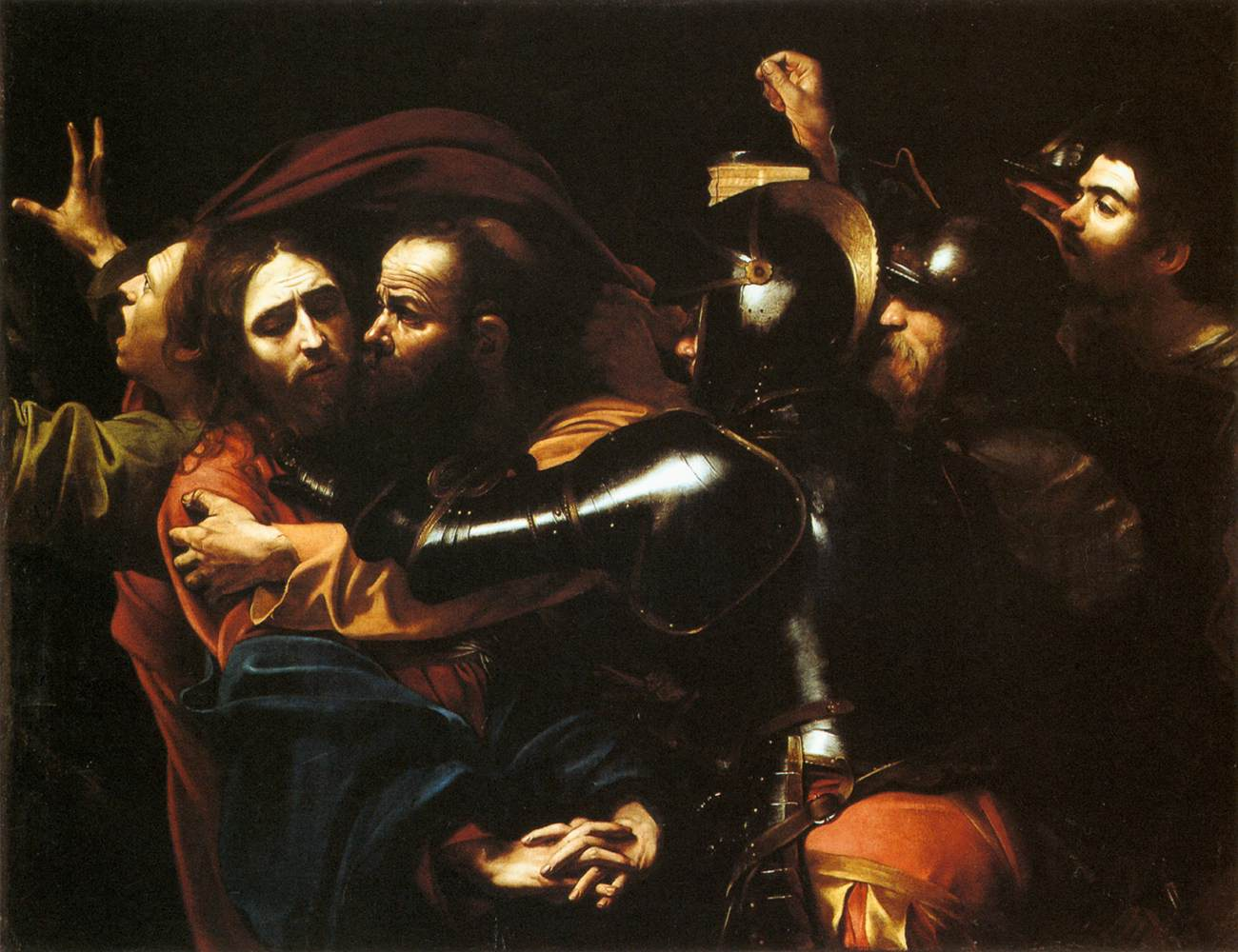
Le Caravage (1602)
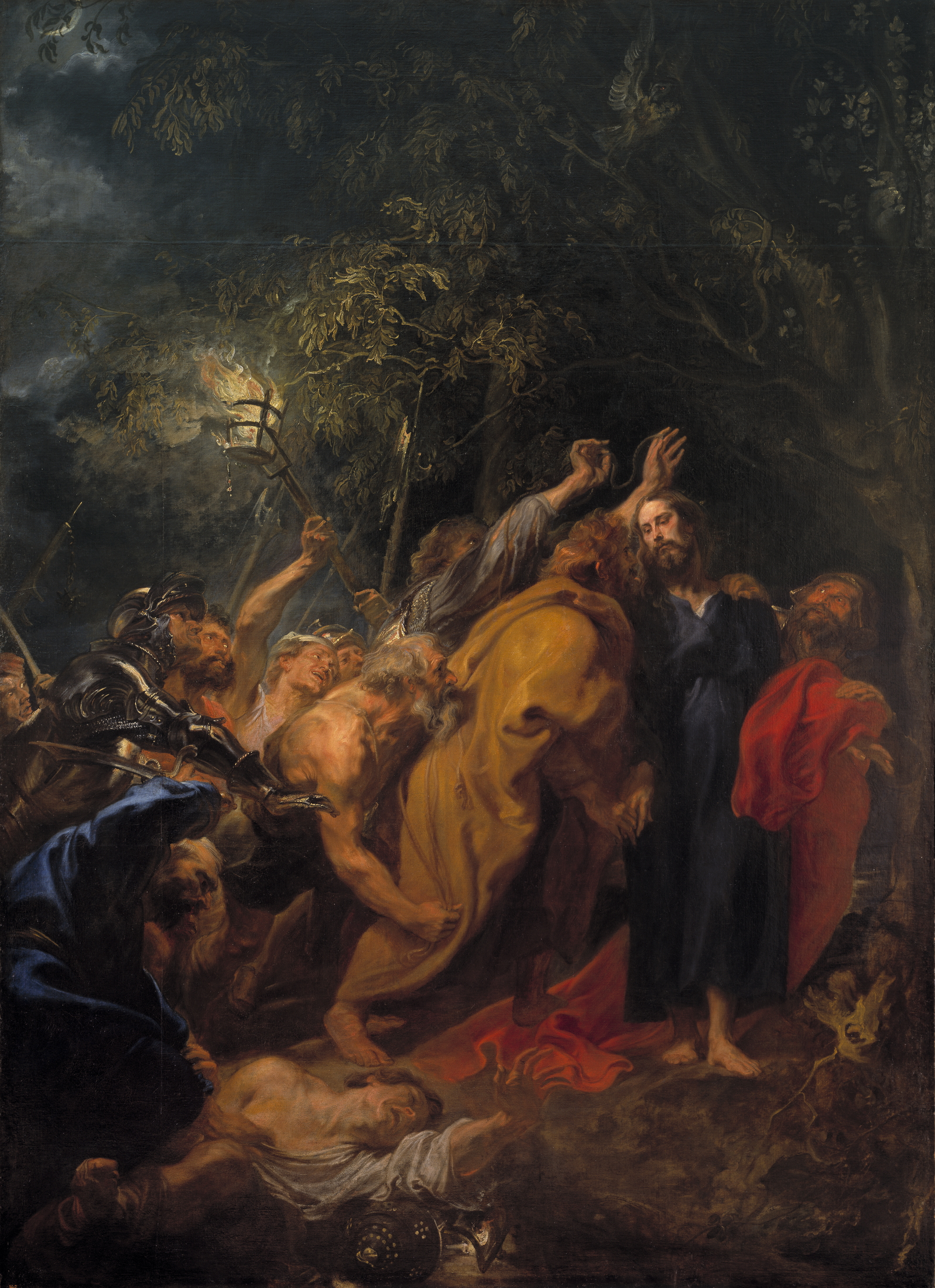
Van Dyck (XVIIe)
Jacob Jordaens, La Trahison du Christ, fin des années 1650.
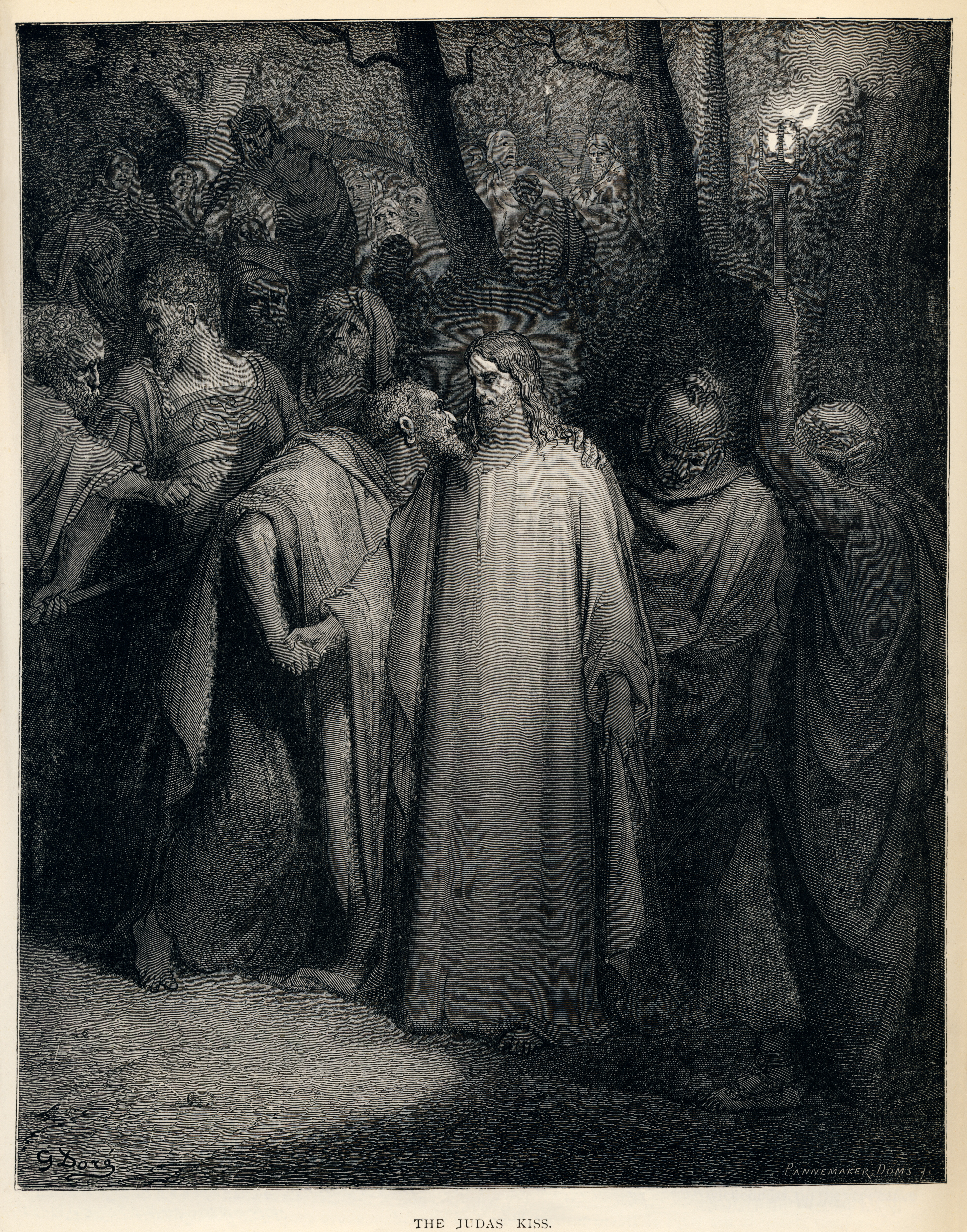
Gustave Doré (1866)
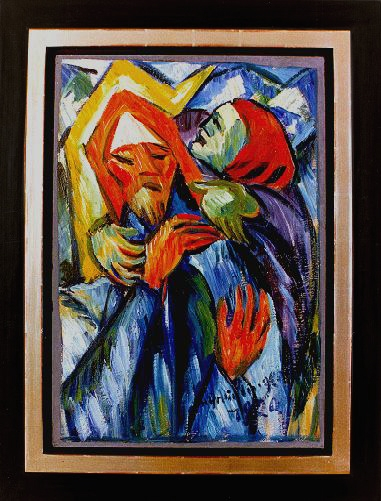
Hans Breinlinger (en), 1920.

### Cinéma

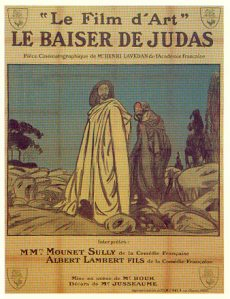
Affiche du film Le Baiser de Judas (1909)

Le « Baiser de Judas » est le titre porté par plusieurs œuvres cinématographique : Le Baiser de Judas parr Armand Bour et André Calmettes (1908) ou Le Baiser de Judas par Rafael Gil (1954).
Le Baiser de Judas se reflète également dans certains films policiers ou contes sur le thème de la mafia, qui utilisent un « baiser de la mort » comme menace d'une mort violente, dans notamment Le parrain (1972) ou Kiss of Death.

### Télévision
« Le Baiser de Judas » est le titre français de l'épisode final de la quatrième saison de la série X-Files.
« Le Baiser de Judas » est le titre français de l'épisode 8 (« Among us ») de la saison 1 diffusé en 2013, de la série Meurtres au paradis.
« Le Baiser de Judas » est le titre français de l'épisode quatre de la deuxième saison de la série Queen of the South.
Dans la série Les Nouvelles Aventures de Sabrina, une référence est faite au baiser de Judas durant la conversation entre Sabrina et Judas lui-même lors de l’épisode 7 partie 03.